# Segona intifada
La segona intifada o intifada d'al-Aqsa és el nom donat a la rebel·lió palestina que representà un període de violència intensa entre palestins i israelians entre els anys 2000 i 2005. El nombre de morts es calcula en un miler d'israelians i 3000 palestins, molts dels quals eren civils.

## Desenvolupament
Al setembre de 2000, en ple debat sobre el futur de Jerusalem durant la cimera de Camp David, el llavors líder de l'oposició israeliana, Ariel Xaron, va visitar la zona exterior del recinte de la Cúpula de la Roca i la mesquita d'Al-Aqsa, amb el permís del cap de la seguretat israeliana a Cisjordània. Aquesta visita, interpretada com una gravíssima provocació per part de la població palestina, va provocar alguns incidents i xocs entre aquests i les forces de seguretat, encara que cap d'ells de gravetat.
Tanmateix, l'endemà, durant la pregària del divendres i amb la tensió entre ambdues poblacions en augment, centenars de joves musulmans van apedregar des de l'Esplanada de les Mesquites els fidels jueus congregats davant el Mur de les Lamentacions. La policia israeliana va disparar usant foc real que va matar set palestins, i els incidents es van estendre per tota la part àrab de Jerusalem. S'ha sostingut que la Segona Intifada es va iniciar arran d'aquests fets, encara que una comissió internacional realitzada a aquest efecte, l'anomenada Comissió Mitchell, va descartar aquesta possibilitat, assegurant que la violència palestina hauria esclatat igualment com a conseqüència de la negativa de Iàssir Arafat d'acceptar les propostes israelianes de Camp David. En concret, Bill Clinton i Ehud Barak, llavors primer ministre d'Israel, van proposar un seguit de concessions que no van ser acceptades pel «rais» palestí, puix que no consideraven el dret de retorn dels refugiats palestins, un dret reconegut per l'ONU el 1948 i principal motiu del naixement de l'OAP. La negativa d'Arafat va provocar la reacció de la població palestina dels territoris ocupats en resposta a la proposta dels dos presidents.
Com a resposta a aquest atac i al cada vegada més deteriorat i empantanegat procés de pau, Israel va ocupar de nou alguns dels territoris que havia alliberat durant hores o setmanes. En aquesta intifada, es va començar a generalitzar l'ús de les bombes suïcides. Els blancs d'aquests atacs suïcides van ser llocs freqüentats pels civils israelians com ara centres comercials, restaurants i les xarxes de transport públic.
En resposta als atacs suïcides de les organitzacions armades palestines, les autoritats israelianes van posar en pràctica els assassinats extrajudicials contra dirigents palestins vinculats a activitats terroristes, els seus familiars i civils pròxims. Aquestes morts són conegudes pels israelians com a assassinats selectius, un eufemisme popularitzat per alguns mitjans de comunicació, i que, en opinió dels seus crítics, constitueixen una violació de la Convenció de Ginebra, que assenyala en el seu punt 1d que aquest tipus de crims «són i es mantindran prohibits en qualsevol temps i lloc les execucions, sense previ judici d'una cort oficialment constituïda i assumint totes les garanties judicials reconegudes com a indispensables en els països civilitzats». Aquest article s'aplica a tota persona que «no prengui part activa en les hostilitats, incloent membres de forces armades que hagin abandonat les seves armes» i aquelles persones «fora de combat per malaltia, ferides, detenció o qualsevol altra causa». No obstant això, Israel argumenta que els objectius seleccionats i abatuts són part activa en les hostilitats, ja que són els planificadors o instigadors d'activitats terroristes dins del territori israelià. Cal assenyalar que aquest tipus d'assassinat extrajudicial ha provocat baixes civils que res tenien a veure amb la lluita armada, i que per això hi ha hagut desenes d'objectors de consciència en l'exèrcit israelià.
El 2006, la situació era ambivalent: per una banda s'havia completat el Pla de retirada unilateral israeliana de la franja de Gaza, la qual cosa, lluny de calmar la situació, va agreujar els atacs terroristes des de la Franja de Gaza amb coets Qassam contra les poblacions frontereres israelianes com ara Sederot. D'altra banda, Israel mantenia el control fronterer, fet que dificultava els viatges a l'exterior dels palestins, i vigilava de forma estricta el moviment entre les ciutats palestines (hi havia desplegats més de 90 punts de control a les carreteres). Els palestins no residents a Jerusalem tampoc podien ingressar a la ciutat. Per la seva banda, Israel no només mantenia, sinó que ampliava constantment els assentaments de colons israelians a Cisjordània, la qual cosa és encara font de conflictes.